# 4795 Kihara
4795 Kihara è un asteroide della fascia principale. Scoperto nel 1989, presenta un'orbita caratterizzata da un semiasse maggiore pari a 2,1999674 UA e da un'eccentricità di 0,1524903, inclinata di 5,10602° rispetto all'eclittica.